# Camarillo
Camarillo é uma cidade localizada no estado americano da Califórnia, no Condado de Ventura. Foi incorporada em 22 de outubro de 1964.

## Geografia
De acordo com o United States Census Bureau, a cidade tem uma área de 50,61 km², onde 50,58 km² estão cobertos por terra e 0,05 km² por água.

### Localidades na vizinhança
O diagrama seguinte representa as localidades num raio de 16 km ao redor de Camarillo. 

## Demografia
Segundo o censo nacional de 2010, a sua população é de 65 201 habitantes e sua densidade populacional é de 1 289,00 hab/km². Possui 25 702 residências, que resulta em uma densidade de 508,12 residências/km².